# Torsten Nordström (politiker)
Torsten Edvin Nordström, född 20 maj 1897 i Vasa, död där 1 april 1989, var en finländsk väg- och vattenbyggnadsingenjör och politiker. 
Nordström blev diplomingenjör 1920, tjänstgjorde vid Vasa väg- och vattenbyggnadsdistrikt från 1921, var tillförordnad distriktsingenjör 1934–1953 och ordinarie distriktsingenjör 1953–1964. Han var ledamot av Finlands riksdag för Svenska folkpartiet i tre repriser, 1936–1938, 1951–1961 och 1966–1969. Han gjorde sig känd som en synnerligen viljestark politiker och energisk bevakare av den egna landsändans intressen. Han var andre kommunikationsminister i V.J. Sukselainens regering 1957.